# Munjong di Goryeo
Munjong (hangeul: 문종왕, hanja: 文宗王; 29 dicembre 1019 – 2 settembre 1083) è stato l'undicesimo re di Goryeo, sul quale regnò dal 1046 fino alla sua morte.
Durante il suo regno, il governo centrale di Goryeo riuscì a guadagnare la completa autorità sui signori locali coreani. Munjong e i suoi successori enfatizzarono il ruolo e l'importanza e superiorità della borghesia sui militari. Munjong espanse i confini della Corea verso nord fino ai fiumi Yalu e Tumen. Fondò anche due distretti militari lungo il confine settentrionale e unità armate stabili per difendere il regno. Nel 1068, fece costruire un palazzo estivo nella zona dove sarebbe poi sorta Seul. Oltre a contribuire alla diffusione del buddhismo nella penisola coreana, incentivò lo studio della medicina.
Le sue spoglie sono conservate a Jeongjon.
Il quarto figlio di Munjong, Uicheon, divenne un sacerdote buddhista e fondò l'ordine Cheontae, una scuola buddhista indipendente.

## Famiglia
- Padre: Hyeongjong di Goryeo
- Madre: Wonhye di Goryeo, la dama Kim
- Consorti e rispettiva prole:

1. Inpyeong di Goryeo, la dama Kim, sua sorellastra per parte di padre
2. Inye di Goryeo
  1. Sunjong di Goryeo (1047-1083)
  2. Seonjong di Goryeo (1049-1094)
  3. Sukjong di Goryeo (1054-1105)
  4. Uicheon (1055-1101)
  5. Principe Sangan (?-1095)
  6. Principe Dosaeng
  7. Principe Geumgwan (?-1092)
  8. Principe Byeonhan (?-1086)
  9. Principe Nangnang (?-1083)
  10. Principe Chonghye
  11. Principessa Jeokgyeong (?-1113)
  12. Principessa Boryeong (?-1113)
3. Consorte Ingyeong, la dama Yi
  1. Principe Yangheon (?-1099)
  2. Principe Buyeo (?-1112)
  3. Principe Jinhan (?-1099)
4. Consorte Injeol, la dama Yi (?-1082)
5. Consorte Inmok, la dama Kim (?-1094)